# Dingelstedtstraße (Weimar)

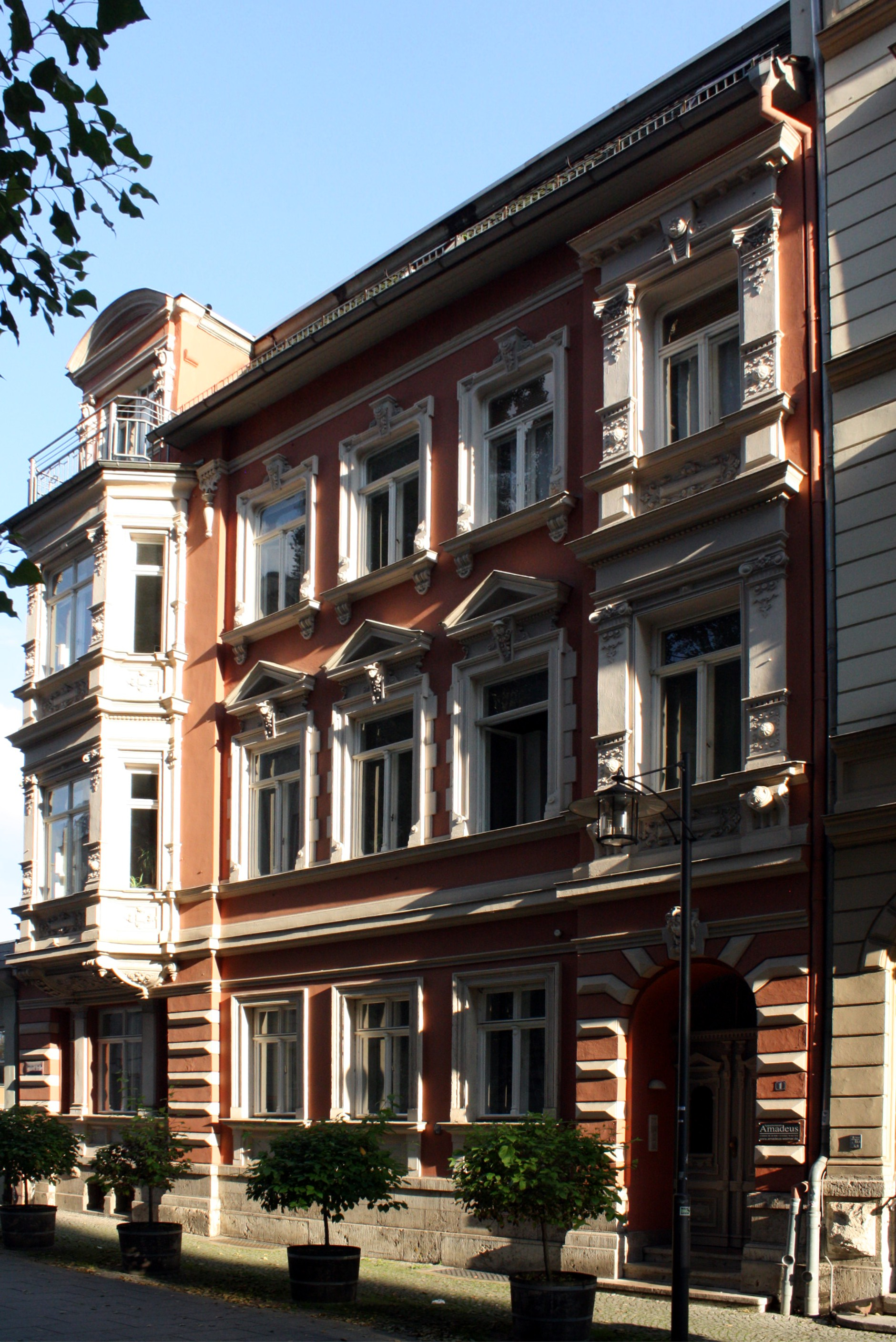
Dingelstedtstraße 1

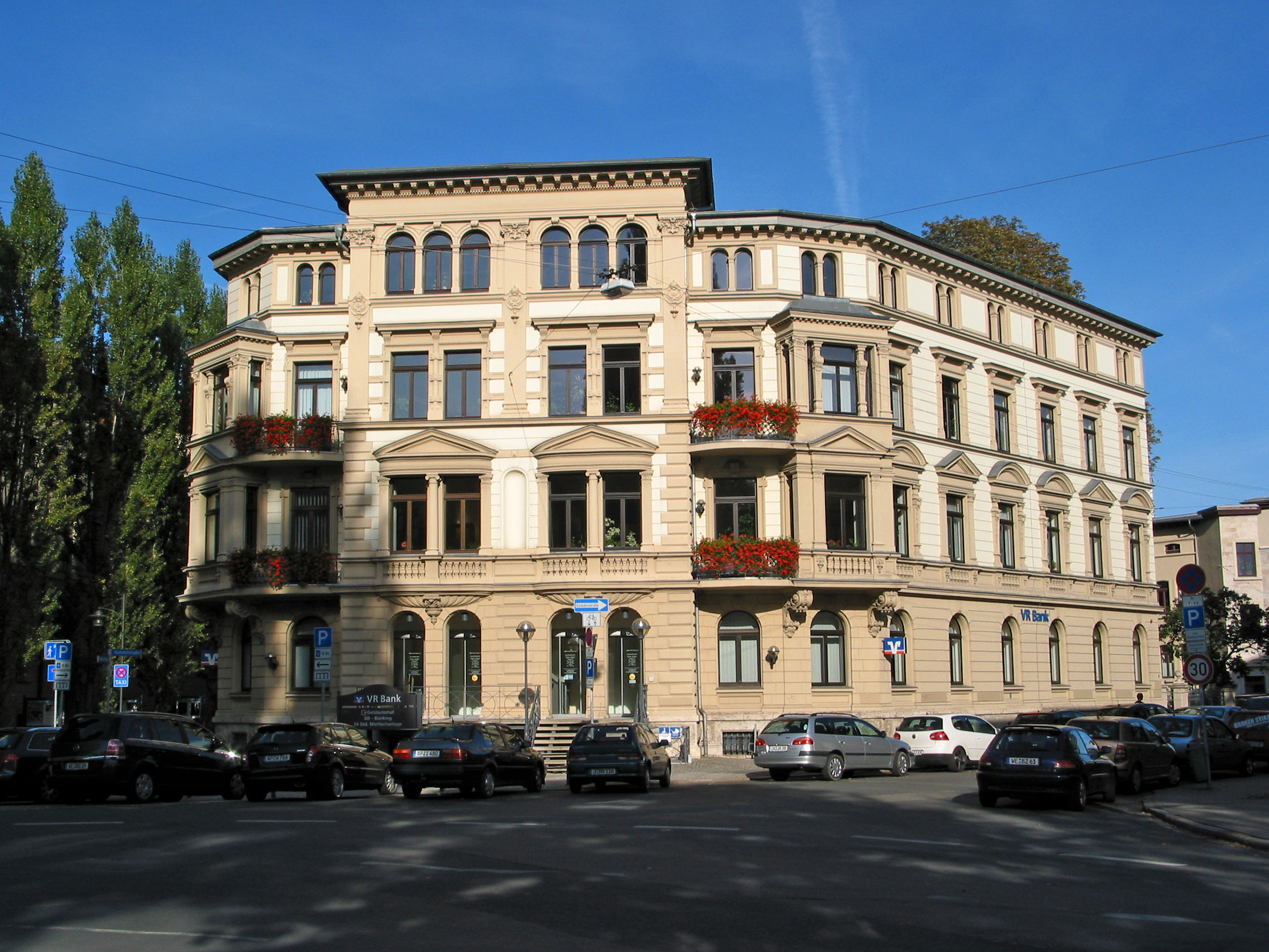
VR-Bank Weimar an der Ecke Sophienstiftsplatz/Dingelstedtstraße

Die am 12. Juni 1914 nach dem Theaterintendanten Franz von Dingelstedt benannte Dingelstedtstraße in Weimar zieht sich am Rande vom Theaterplatz von der Schützengasse/Schillerstraße am Deutschen Nationaltheater vorbei bis zur Gropiusstraße, wo sie auf die  Hummelstraße trifft. Sie und die Hummelstraße verbinden den Sophienstiftsplatz mit der Weimarer Altstadt. An der Ecke Sophienstiftsplatz/Dingelstedtstraße befindet sich ein Gebäude der VR-Bank, das allerdings überwiegend Wohngebäude ist.
Die gesamte Dingelstedtstraße, die zumeist eine Verbindungsstraße ist, steht auf der Liste der Kulturdenkmale in Weimar (Sachgesamtheiten und Ensembles). Einige Gebäude stehen zudem auf der Liste der Kulturdenkmale in Weimar (Einzeldenkmale).